# DAOKO
Daoko（だをこ、1997年〈平成9年〉3月4日 - ）は、日本の歌手、アーティスト（女性ラップシンガー、ヒップホップMC、作詞家、小説家）。

## 人物
中学3年生のときにニコニコ動画（以下ニコ動）の「ニコラップ」にラップを投稿し始め、ニコ動内で出会ったJinmenusagi（人面兎）の呼びかけで客演参加した楽曲での振る舞いがネット発のインディーレーベル「LOW HIGH WHO? PRODUCTION」の主宰者に気に入られ、高校入学と同時に同レーベルと契約。インディーズ時代は、顔を隠した状態で活動していた。
後にm-floの☆Taku Takahashiに見出され、m-flo + daoko名義による楽曲「IRONY」が2013年公開の映画『鷹の爪 ～美しきエリエール消臭プラス～』の主題歌に起用される。更には映画監督の中島哲也の目にも留まり、2014年公開の映画『渇き。』では「Fog」が挿入歌に抜擢される。同2014年、庵野秀明率いるスタジオカラーによる短編映像シリーズ「日本アニメ（ーター）見本市」の第3弾作品『ME!ME!ME!』の音楽をTeddyLoidと共に担当し、世界各国から大きな注目を集める。そして大手レコード会社による争奪戦の末、2015年3月、高校卒業と同時にトイズファクトリーよりメジャーデビュー。同年10月に発売した1stシングルのアーティスト写真で素顔を公開した。
インディーズ時代の音楽性については、「ラップ」「ポエトリーリーディング」「ウィスパーボイス」が作風を構成する三大要素で、ダークで内省的なリリックと美しいコーラス・ワークが相まって、独特の作品世界を構築している。分類的にはヒップホップのカテゴリーに位置付けられるが、2010年代前半に頭角を現したDJみそしるとMCごはんなどの「ゆるふわ文化系女子ラップ」と呼称されるムーブメントに属する新世代の女性ラッパーであり、DAOKO自身も原義的な意味でのラップ（・ミュージック）やヒップホップ（・ミュージック）のカルチャーに音楽的なルーツを持っていない。
音楽活動の一方、2017年に小説『ワンルーム・シーサイド・ステップ』を執筆し、KADOKAWAより刊行。
2022年3月31日～4月13日の2週間に渡りGINZA SIX 5F「Artglorieux GALLERY of TOKYO」にて初の絵画個展 “the twinkle of euphoria”の開催。蜷川実花監督の『XXXHOLiC』実写化映画『ホリック xxxHOLiC』（2022年4月29日公開）では女優業に挑戦するなど、音楽活動を中心にしながら多様なクリエイティヴ表現を続けている。
2019年6月 個人事務所「てふてふ」を設立。2021年9月より自主レーベル「てふてふ」始動。
インディーズ時代はdaoko名義、メジャー時代はDAOKO名義、現在の自主レーベルではDaoko名義で活動。
読み仮名には平仮名表記の「だをこ」を使用している。

## 来歴
- 15歳の時、ねこぼーろ作詞・作曲の初音ミク・オリジナル曲「戯言スピーカー」をラップ・バージョンにリアレンジしてニコニコ動画に投稿[16][17][1][18][19][20][21][22]。
- 2012年7月7日、LOW HIGH WHO? PRODUCTIONからリリースされた不可思議/wonderboyの2ndアルバム『さよなら、』に収録された「世界征服やめた」にコーラスで参加[23]。
- 2012年7月20日、LOW HIGH WHO? PRODUCTIONからニコニコ動画で発表されていた初期音源を収録した配信限定EP『初期症状』を期間限定で無料配信[24]。
- 2012年8月8日、 LOW HIGH WHO? PRODUCTIONからリリースされたコンピレーション『D.I.Y.』シリーズ第2弾に収録された 「ゆめのなか」にJinmenusagiと共に参加[25]。
- 2012年12月5日、 LOW HIGH WHO? PRODUCTIONから 1stアルバム『HYPERGIRL-向こう側の女の子-』をリリース[26][27]。
- 2013年7月24日、ESNOとのコラボレーション楽曲「夕暮れパラレリズム」を配信限定でリリース[28]。
- 2013年9月11日、1st EP『UTUTU』をLOW HIGH WHO? PRODUCTIONからリリース[29]。
- 2013年9月11日、m-flo + daoko名義でm-floとのコラボレーション楽曲「IRONY」を配信限定でリリース。この楽曲は劇場版『秘密結社鷹の爪 鷹の爪GO 〜美しきエリエール消臭プラス〜』の主題歌[30][31][32]。
- 2013年11月13日、★STAR GUiTARの3rdアルバム『Planetary Folklore』にフィーチャリング・アーティストとして参加[33][34][35]。
- 2013年12月11日、2ndアルバム『GRAVITY』をLOW HIGH WHO? PRODUCTIONからリリース[36][37]。
- 2014年3月31日、『人生デザイン U-29』（NHK Eテレ）の主題歌「Okay!」をMummy-Dとコラボレーション[38]。
- 2014年6月27日、中島哲也監督の映画『渇き。』の劇中歌として1stアルバムから「Fog」を提供[39]。
- 2014年11月15日、LOW HIGH WHO? PRODUCTIONからの脱退を発表[40][41]。
- 2014年11月21日より配信された庵野秀明率いるスタジオカラーによる短編映像シリーズ「日本アニメ（ーター）見本市」の第3弾作品『ME!ME!ME!』のTeddyLoidによる音楽制作に参加[42]。
- 2014年12月24日、koducer x daoko名義でkoducerとのコラボレーション作品『きれいごと』EPを配信限定でリリース[43]。
- 2015年2月4日、3rdアルバム『Dimension』をLOW HIGH WHO? PRODUCTIONからの最後の作品としてリリース[44]。
- 2015年3月、高等学校卒業。
- 2015年3月25日、メジャー1stアルバム『DAOKO』をトイズファクトリーからリリース[45][46][47]。また、メジャーデビューに伴いアーティスト表記をDAOKOへ変更[48][49]。
- 2015年10月21日にリリースされたメジャー1stシングル『ShibuyaK / さみしいかみさま』のアートワークで初顔出し[50][51][52]。
- 2016年9月14日、2ndシングル『もしも僕らがGAMEの主役で / ダイスキ with TeddyLoid / BANG!』をトイズファクトリーからリリース[53]。「もしも僕らがGAMEの主役で」は、Cygames新テレビCM起用。「ダイスキ with TeddyLoid」は、学校法人・専門学校HAL（東京・大阪・名古屋）の2016年度の新テレビCMソングのDAOKOバージョン楽曲[54]。
- 2017年1月7日、インディーズ2ndアルバム新装版『GRAVITY＜改＞』がLOW HIGH WHO? PRODUCTIONからリリース。2013年に発売されたdaokoのインディーズ セカンド・アルバム『GRAVITY』にリミックスを追加しリマスタリング。アートワークも生まれ変わった新装版[55]。
- 2017年2月、制作統括・音響監督を庵野秀明が務めるスタジオカラーが制作する初のテレビアニメーション『龍の歯医者』（NHK BSプレミアム）挿入歌『かくれんぼ』に参加
- 2017年3月15日、大森靖子の3rdアルバム『kitixxxgaia』に収録された「地球最後のふたり」にフィーチャリング・アーティストとして参加[56]。
- 2017年4月5日、女王蜂の5thアルバム『Q』に収録された「金星」に女王蜂の作品としては初となるフィーチャリング・アーティストとして参加[57][58]。
- 2017年4月15日、テレビアニメ『神撃のバハムート VIRGIN SOUL』のエンディングテーマとなる「拝啓グッバイさようなら」を配信限定でリリース[59]。
- 2017年7月、テレビアニメ『神撃のバハムート VIRGIN SOUL』のエンディングテーマとしてDAOKO 作詞作曲、編曲を江島啓一（サカナクション）が手掛けた「Cinderella step」を提供[60]。
- 2017年8月10日、『ダ・ヴィンチ』（KADOKAWA）に連載した初の小説『ワンルーム・シーサイド・ステップ』をKADOKAWAから出版。
- 2017年8月16日、アニメ映画『打ち上げ花火、下から見るか？横から見るか？』主題歌 ”DAOKO × 米津玄師『打上花火』”をリリース[61]。
- 2017年10月18日、4thシングル DAOKO × 岡村靖幸『ステップアップLOVE』をリリースし、TVアニメ『血界戦線 & BEYOND』のエンディング・テーマ曲に起用[62][63]。
- 2017年11月24日、Beckとのコラボ曲「UP ALL NIGHT × DAOKO」をリリース[64][65]。
- 2017年12月20日、2ndアルバム『THANK YOU BLUE』をリリース[66]。
- 2018年9月26日、小林武史プロデュースによる楽曲「終わらない世界で」配信限定でリリース。任天堂/Cygames アクションロールプレイングゲームアプリ『ドラガリアロスト™』 主題歌として起用[67]。
- 2018年11月14日、同年12月31日の『第69回NHK紅白歌合戦』（NHK）に初出場することが発表された[68]。
- 2018年11月17日、DAOKO × 中田ヤスタカ名義で「ぼくらのネットワーク」が配信限定リリース。任天堂/Cygames アクションロールプレイングゲームアプリ『ドラガリアロスト™』 挿入歌として起用[69]。
- 2018年12月12日、3rdアルバム『私的旅行』をリリース[70][71]。
- 2018年12月31日、『第69回NHK紅白歌合戦』（NHK）に初出場[72]。
- 2019年4月24日、DAOKO × 小林武史名義で「ドラマ」を配信限定リリース。東京メトロの企業広告「Find my Tokyo.」シリーズの新CM「北千住_明日へのチャージ」篇のCMソングに起用[73]。
- 2019年7月24日、蜷川実花が監督を務める映画『Diner ダイナー』の主題歌として、『千客万来』をDAOKO & MIYAVI 名義でリリース[74][75]。
- 2019年9月4日、デジタルシングル「はじめましての気持ちを」をリリース。この楽曲は映画『かぐや様は告らせたい ～天才たちの恋愛頭脳戦～』の挿入歌[76]。
- 2019年10月9日、DAOKOとドラガリアロストのコラボレーションによるアニバーサリーアルバム『DAOKO × ドラガリアロスト』をリリース[77]。
- 2020年1月15日、サウンドプロデューサーに小袋成彬を迎え「御伽の街」を配信限定でリリース[78]。
- 2020年3月25日、インドネシアのトラックメイカーpxzvcが参加した新曲「おちゃらけたよ」を配信限定でリリース[79]。
- 2020年6月24日、4thアルバム『anima』をデジタル先行リリース[80]。メジャー1stアルバム『DAOKO』のサウンドプロデューサーであった片寄明人（GREAT3）と再タッグを組み、DAOKOと片寄明人による共同プロデュース作品[81]。
- 2020年7月29日、4thアルバム『anima』をCDにてフィジカルリリース[80]。ALBUMジャケット・アートワークには、新進気鋭のイラストレーター「始発ちゃん」を起用[82]。
- 2021年6月30日、約1年ぶりに新作音源「the light of other days」が配信リリースされた[83]。
- 2021年9月29日、TAARとの連名シングル、Daoko & TAAR「groggy ghost」が配信リリース。
- 2022年1月26日、Daoko & GuruConnect「Affordance」配信リリース。
- 2022年3月9日、Daoko & Yohji Igarashi「escape」配信リリース。コライト企画「TOKAソングライティング・キャンプ」でのスタジオ・セッションにて制作され、ソングライター／プロデューサーとして小袋成彬も参加。
- 2022年3月23日、DaokoとYohji Igarashiによる初のコラボレージョンEP、Daoko & Yohji Igarashi『MAD EP』が配信リリース。
- 2022年5月25日、RPG『メメントモリ』に書き下ろした楽曲「燐光」を配信リリース。作編曲は網守将平が手掛ける[84]。
- 2023年5月26日、劇場版『劇場版 美少女戦士セーラームーンCosmos』の主題歌「月の花」をEVIL LINE RECORDSからリリース。作曲は永井聖一 [85]。
- 2023年6月21日、5人組バンド QUBIT（キュービット）を結成して1stシングル『G.A.D.』をリリース。[86]。
- 2023年11月22日、QUBITとして1stアルバム『9BIT』をリリース。
- 2024年2月21日、QUBITとしてNHK『みんなのうた』に書き下ろした4th配信シングル『コンタクト』をリリース。
- 2025年5月、バンダイナムコミュージックライブの新設レーベル「UNIERA」に所属[87]。

## 影響
幼稚園の頃、父親が椎名林檎「丸の内サディスティック」を車内で延々とかけつづけていたのを聴いてから現在まで聴き続け「血液のようになっている」と語っている。歪んだギターの音色、美しい日本語の歌詞も趣があり、彼女にしか織りなすことのできない世界観の虜だとし、「幼少の頃から聴き続けて、この先もずっと私にとって唯一無二の存在、理想の女性像でもあります」と語っている。
DAOKOが大好きだという今敏のアニメ映画「パプリカ」の音楽を平沢進が担当していたことがきっかけで、中学生頃から平沢の魅力にハマっていったという。DAOKOのインディーズ時代のファーストアルバムのタイトルは「パレードへようこそ」ということで、平沢の世界観にかなり影響を受けているとしており、「日本一COOLなコンピューターおにいさん」、「テクノの要素もあり、民族音楽に通ずるような独特な音楽」などと語っている。DAOKOのインディーズ時代のファーストアルバムのタイトルは「パレードへようこそ」であり、本人も平沢進の世界観にかなり影響を受けていると話している。2018年2月27日のラジオ番組では、同じく平沢進をリスペクトしていると語っているアーティストのAimerと共演し、平沢進の曲「仕事場はタブー」を流して対談している。

## ディスコグラフィ

### シングル
|                               | 発売日                        | タイトル                                               | 規格                          | 規格品番                      | オリコン                      | 初収録アルバム                |
| メジャー (トイズファクトリー) | メジャー (トイズファクトリー) | メジャー (トイズファクトリー)                          | メジャー (トイズファクトリー) | メジャー (トイズファクトリー) | メジャー (トイズファクトリー) | メジャー (トイズファクトリー) |
| ----------------------------- | ----------------------------- | ------------------------------------------------------ | ----------------------------- | ----------------------------- | ----------------------------- | ----------------------------- |
| 1st                           | 2015年10月21日                | さみしいかみさま/ShibuyaK                              | CD+DVD                        | TFCC-89576（初回限定盤A）     | 23位                          | THANK YOU BLUE                |
| 1st                           | 2015年10月21日                | ShibuyaK/さみしいかみさま                              | CD+DVD                        | TFCC-89577（初回限定盤B）     | 23位                          | THANK YOU BLUE                |
| 1st                           | 2015年10月21日                | ShibuyaK/さみしいかみさま                              | CD                            | TFCC-89578（通常盤）          | 23位                          | THANK YOU BLUE                |
| 2nd                           | 2016年9月14日                 | もしも僕らがGAMEの主役で/ダイスキ with TeddyLoid/BANG! | CD+DVD                        | TFCC-89601（初回限定盤A）     | 29位                          | THANK YOU BLUE                |
| 2nd                           | 2016年9月14日                 | もしも僕らがGAMEの主役で/ダイスキ with TeddyLoid/BANG! | CD+DVD                        | TFCC-89602（初回限定盤B）     | 29位                          | THANK YOU BLUE                |
| 2nd                           | 2016年9月14日                 | もしも僕らがGAMEの主役で/ダイスキ with TeddyLoid/BANG! | CD                            | TFCC-89603（通常盤）          | 29位                          | THANK YOU BLUE                |
| 3rd                           | 2017年8月16日                 | 打上花火                                               | CD+DVD                        | TFCC-89631（初回限定盤）      | 9位                           | THANK YOU BLUE                |
| 3rd                           | 2017年8月16日                 | 打上花火                                               | CD                            | TFCC-89632（通常盤）          | 9位                           | THANK YOU BLUE                |
| 4th                           | 2017年10月18日                | ステップアップLOVE                                     | CD+DVD                        | TFCC-89643（期間限定盤）      | 8位                           | THANK YOU BLUE                |
| 4th                           | 2017年10月18日                | ステップアップLOVE                                     | CD                            | TFCC-89644（通常盤A）         | 8位                           | THANK YOU BLUE                |
| 4th                           | 2017年10月18日                | ステップアップLOVE                                     | CD                            | TFCC-89645（通常盤B）         | 8位                           | THANK YOU BLUE                |

### 配信限定シングル
|      | 発売日         | タイトル                           | レーベル           |
| ---- | -------------- | ---------------------------------- | ------------------ |
| 1st  | 2017年4月15日  | 拝啓グッバイさようなら             | トイズファクトリー |
| 2nd  | 2019年4月24日  | DAOKO × 小林武史「ドラマ」         | トイズファクトリー |
| 3rd  | 2019年9月4日   | はじめましての気持ちを             | トイズファクトリー |
| 4th  | 2021年9月29日  | Daoko & TAAR「groggy ghost」       | teftef             |
| 5th  | 2022年1月26日  | Daoko & GuruConnect「Affordance」  | ILLGENIC RECORDS   |
| 6th  | 2022年3月9日   | Daoko & Yohji Igarashi「escape」   | teftef             |
| 7th  | 2022年5月25日  | 燐光                               | teftef             |
| 8th  | 2023年4月12日  | あぼーん                           | teftef             |
| 9th  | 2023年11月1日  | Allure of the Dark                 | teftef             |
| 10th | 2023年12月20日 | Daoko & Tomggg「ナナイロカラフル」 | teftef             |
| 11th | 2024年4月10日  | 天使がいたよ                       | teftef             |

### 配信限定ミニ・アルバム
|                         | 発売日                  | タイトル                         | 規格                    |
| 自主レーベル (てふてふ) | 自主レーベル (てふてふ) | 自主レーベル (てふてふ)          | 自主レーベル (てふてふ) |
| ----------------------- | ----------------------- | -------------------------------- | ----------------------- |
| 1st                     | 2021年6月30日           | the light of other days          | デジタル・ダウンロード  |
| 2nd                     | 2022年3月23日           | Daoko & Yohji Igarashi「MAD EP」 | デジタル・ダウンロード  |

### ミニ・アルバム
|                                         | 発売日                                  | タイトル                                | 規格                                    | 規格品番                                | オリコン                                |
| インディーズ (LOW HIGH WHO? PRODUCTION) | インディーズ (LOW HIGH WHO? PRODUCTION) | インディーズ (LOW HIGH WHO? PRODUCTION) | インディーズ (LOW HIGH WHO? PRODUCTION) | インディーズ (LOW HIGH WHO? PRODUCTION) | インディーズ (LOW HIGH WHO? PRODUCTION) |
| --------------------------------------- | --------------------------------------- | --------------------------------------- | --------------------------------------- | --------------------------------------- | --------------------------------------- |
| 1st                                     | 2013年9月11日                           | UTUTU EP                                | CD                                      | LHWCD-0015                              | 圏外                                    |

### フル・アルバム
|                                         | 発売日                                  | タイトル                                | 規格                                    | 規格品番                                | オリコン                                |
| インディーズ (LOW HIGH WHO? PRODUCTION) | インディーズ (LOW HIGH WHO? PRODUCTION) | インディーズ (LOW HIGH WHO? PRODUCTION) | インディーズ (LOW HIGH WHO? PRODUCTION) | インディーズ (LOW HIGH WHO? PRODUCTION) | インディーズ (LOW HIGH WHO? PRODUCTION) |
| daoko                                   | daoko                                   | daoko                                   | daoko                                   | daoko                                   | daoko                                   |
| --------------------------------------- | --------------------------------------- | --------------------------------------- | --------------------------------------- | --------------------------------------- | --------------------------------------- |
| 1st                                     | 2012年12月5日                           | HYPER GIRL -向こう側の女の子-           | CD                                      | LHWCD-0010                              | 圏外                                    |
| 2nd                                     | 2013年12月11日                          | GRAVITY                                 | CD                                      | LHWCD-0018                              | 圏外                                    |
| 3rd                                     | 2015年2月4日                            | Dimension                               | CD                                      | LHWCD-0028                              | 207位                                   |
| メジャー (トイズファクトリー)           |                                         |                                         |                                         |                                         |                                         |
| DAOKO                                   |                                         |                                         |                                         |                                         |                                         |
| 4th                                     | 2015年3月25日                           | DAOKO                                   | 2CD                                     | TFCC-86507（初回限定盤）                | 50位                                    |
| 4th                                     | 2015年3月25日                           | DAOKO                                   | CD                                      | TFCC-86508（通常盤）                    | 50位                                    |
| 5th                                     | 2017年12月20日                          | THANK YOU BLUE                          | CD+DVD                                  | TFCC-86624（初回限定盤）                | 13位                                    |
| 5th                                     | 2017年12月20日                          | THANK YOU BLUE                          | CD                                      | TFCC-86625（通常盤）                    | 13位                                    |
| 6th                                     | 2018年12月12日                          | 私的旅行                                | CD+DVD                                  | TFCC-86654（初回限定盤）                | 19位                                    |
| 6th                                     | 2018年12月12日                          | 私的旅行                                | CD                                      | TFCC-86655（通常盤）                    | 19位                                    |
| 7th                                     | 2020年7月29日                           | anima                                   | CD+DVD                                  | TFCC-86715（初回限定盤）                | 25位                                    |
| 7th                                     | 2020年7月29日                           | anima                                   | CD                                      | TFCC-86716 （通常盤）                   | 25位                                    |
| インディーズ（てふてふ）                |                                         |                                         |                                         |                                         |                                         |
| Daoko                                   |                                         |                                         |                                         |                                         |                                         |
| 8th                                     | 2024年5月21日                           | Slash-&-Burn                            | CD                                      | TEFD-LP01                               |                                         |

### コラボレーション・アルバム
|     | 発売日        | タイトル                 | 規格             | 規格品番                 | オリコン |
| --- | ------------- | ------------------------ | ---------------- | ------------------------ | -------- |
| 1st | 2019年10月9日 | DAOKO × ドラガリアロスト | 2CD+ブックレット | TFCC-86694（初回限定盤） | 12位     |
| 1st | 2019年10月9日 | DAOKO × ドラガリアロスト | CD               | TFCC-86695（通常盤）     | 12位     |

### 配信限定ライブ・アルバム
|                         | 発売日                  | タイトル                           | 規格                    |
| 自主レーベル (てふてふ) | 自主レーベル (てふてふ) | 自主レーベル (てふてふ)            | 自主レーベル (てふてふ) |
| ----------------------- | ----------------------- | ---------------------------------- | ----------------------- |
| 1st                     | 2022年8月3日            | Daoko Live Unplugged in 草月ホール | デジタル・ダウンロード  |

### 参加作品
- 不可思議 / wonderboy「さよなら、」(2012年7月7日 : LHWCD-0007)[94]
  - 8. 世界征服やめた - コーラス
- Various Artists「LOW HIGH WHO? / D.I.Y. -CAMP AND SUMMER-」(2012年8月8日 : LHWCD-0008)[95]
  - 1. Egg Burnin' 2nd - 不可思議 / wonderboy, Momose, Jinmenusagi, EeMu, Utatane / nayuta, kome, daoko, kuroyagi, milen, Madogarasu, ELOQ, 灯汰
  - 7. iiko iiko - daoko, *+Ω+* (ohm)
  - 12. ゆめのなか - Daoko, Jinmenusagi
- DJ6月「戯言スピーカー DJ6月remix」(2012年12月30日) ※YouTube上で公開されたDJ6月による「戯言スピーカー Rap.ver」のリミックス・バージョン[96]
  - 戯言スピーカー DJ6月remix / daoko
- COASARU「変身」(2013年5月15日:  LHWCD-0013)[97]
  - 7. 放課後校庭にて feat. daoko
  - 19. 変身 feat. Paranel, daoko
- HakobuNe「ROAD TO 2013」(2013年7月1日) ※無料配信[98]
  - 4. うそ / HakobuNe feat. daoko
- ESNO「夕暮れパラレリズム feat. daoko」(2013年7月24日) ※配信+枚数限定(500枚)CD[99][100]
  - 1. 夕暮れパラレリズム feat. daoko
- m-flo + daoko「IRONY」(2013年9月11日) ※配信限定[101]
  - IRONY
- NF Zessho「Natural Freaks」(2013年9月18日 : prfb-0001)[102]
  - 8. Soul Train (chorus by daoko) (Prod. by Pigeondust) - コーラス
- Various Artists「LHW? COLLECTION vol.1「HI」」(2013年9月下旬) ※ベスト盤[103][104]
  - 13. 最近 / daoko
- Various Artists「LHW? COLLECTION vol.2「LO」」(2013年9月下旬) ※ベスト盤[105]
  - 10. bUd / daoko
- Jinmenusagi「胎内」(2013年11月6日 : LHWCD-0017)[106]
  - 9. かがみ (feat. daoko) / Pro. SUNNOVA
- ★STAR GUiTAR「Planetary Folklore」(2013年11月13日 : CSMC-017)[107]
  - 2. Mind Surf feat. daoko
- Various Artists「2013 LHW? SAMPLER CD」(2013年12月) ※LOW HIGH WHO?レーベルのキャンペーン対象商品を買うともれなくプレゼントされたサンプラーCD[108][109]
  - 5. ねえねえ feat. もしゃすけ / daoko
  - 12. UTUTU EeMu REMIX / daoko
- PAGE「Studio Live Session vol.4」(2013年12月22日) ※YouTube上で公開された未発表曲のスタジオライブ映像[110]
  - 13月 feat. daoko
- 狐火「31才のリアル」(2014年3月19日 : BUF-009)[111]
  - 6. ロンリーギャル (feat. daoko)
  - 10. ソメイヨシノ (feat. daoko)
- m-flo「FUTURE IS WOW」(2014年3月26日 : RZCD-59572/B/・RZCD-59573/B・RZCD-59574)[112]
  - 11. IRONY / m-flo + daoko
- NHK Eテレ「人生デザイン U-29」主題歌 (2014年3月31日)[113]
  - Okay! / daoko & Mummy-D
- DJ6月「バッテンウルフ」(2014年6月11日 : LHWCD-0021)[114]
  - 2. motto! feat. daoko
- GOMESS「あい」(2014年7月16日 : LHWCD-0023)[115]
  - 8. 伝説 feat. daoko (Produced by Asamiya)
- 日本アニメ（ーター）見本市 第3話「ME!ME!ME!」(2014年11月21日)[116]
  - ME!ME!ME! feat. daoko / TeddyLoid
- koducer × daoko「tunnel」(2014年12月5日) ※YouTube上で公開された「きれいごと EP」未収録曲[117]
  - tunnel
- Genius P.J's「world is yours」(2014年12月17日) ※配信限定[118]
  - 1. world is yours / Genius P.J's × daoko
- koducer × daoko「きれいごと EP」(2014年12月24日) ※配信限定[119]
  - 1. きれいごと
  - 2. ひかり
  - 3. すだち
  - 4. あまつぶ
  - 5. チャイム (skit）
  - 6. セレモニー feat. toto (from SUIKA)
- Various Artists「LOW HIGH WHO? / D.I.Y. -MEMORIES AND WINTER-」(2015年1月21日 : LHWCD-0027)[120]
  - 10. UTUTU REMIX / Jinmenusagi × daoko
  - 17. ごめんね / Jinmenusagi × daoko × GOMESS × Paranel
- 日本アニメ（ーター）見本市 第20A話「ME!ME!ME! CHRONIC feat. daoko / TeddyLoid」(2015年5月1日)[121]
  - ME!ME!ME! CHRONIC feat. daoko / TeddyLoid
- Various Artists「ドワンゴ/スタジオカラー オリジナルBGMシリーズ①「日本アニメ（ーター）見本市の世界」」(2015年5月13日 : <初回限定特別装丁盤>KICA-93240・<通常盤>KICA-3240)[122][123]
  - 11. ME!ME!ME! feat. daoko _pt.1 (ME!ME!ME! より)
  - 12. ME!ME!ME! feat. daoko _pt.2 (ME!ME!ME! より)
  - 13. ME!ME!ME! feat. daoko _pt.3 (ME!ME!ME! より)
  - 14. ME!ME!ME! CHRONIC feat. daoko (TeddyLoid Mega Remix) (ME!ME!ME! より)
- ESNO「Release」(2015年7月22日 : FIRD-0001)[124]
  - 6. 夕暮れパラレリズム feat. daoko
- 日本アニメ（ーター）見本市 第31話 吉崎響 × DAOKO企画「GIRL」(2015年9月11日)[125]
  - さみしいかみさま～ゆめみてたのあたし / daoko
- Various Artists「日本アニメ（ーター）見本市 ヴォーカルコレクション」(2015年11月11日 : KICA-3257)[126][127]
  - 2. ME!ME!ME! feat. daoko_pt.1
  - 3. ME!ME!ME! feat. daoko_pt.2
  - 4. ME!ME!ME! feat. daoko_pt.3
- HAL 2016年度TVCM「嫌い、でも、好き」篇（2016年4月6日公開）[128]
  - ダイスキ with TeddyLoid
- NHK BSプレミアム「龍の歯医者」（2017年2月18日）
  - かくれんぼ
- 松本隆トリビュートアルバム「風街に連れてって!」（2021年7月14日）
  - 9. 風の谷のナウシカ
- 椎名林檎「放生会」（2024年5月29日）
  - 11.余裕の凱旋
- Giga & TeddyLoid「アクト（feat.DAOKO）」（2025年4月28日）
  - 1.アクト（feat.DAOKO）

※()内は発売日or配信開始日：規格品番

### フリー音源
- 【原曲迷子】パンダヒーローをラップにしてみたかった【歌ってみた】(2011年3月30日)
- マーメイド うたってみた *ちょびっとラップしてみた (2011年4月21日)
- 戯言スピーカー うたってみた *ちょびっとラップもしてみた (2011年5月25日)
- いいこいいこ (2011年8月6日)
- 【ニコラップ】What on earth?【だをこ】(2011年10月7日)
- WhiteLine (2011年12月13日)
- 【トラック提供】it's up to you【ニコラップ】(2011年12月16日)
- 【トラック提供】TOY【ニコラップ】(2012年2月10日)
- 戯言スピーカー Rap.ver (2012年3月30日)
- 【トラック提供】mirage【ニコラップ】(2012年3月22日)
- お姉ちゃんDIS (2012年3月18日)[129]
- mizutamari (2012年7月10日)
- ゆめのあと (Pro by EeMu) (2012年12月2日)[130] ※1stアルバム『HYPER GIRL -向こう側の女の子-』初回特典・DLコード付ポストカード「daoko SPECIAL POST CARD DL」に収録。
- うそ (2012年12月23日)
- 人間Idling (2013年2月6日) ※LHW?のメールマガジン読者限定で配信された『2013 NEWS LETTER LIMITED FREEDOWNLOAD ALBUM』に収録。
- 未だ夢を見ている (2013年3月8日)
- サイケデリック (DEMO) (2014年9月11日)[131]

※現在は一部の楽曲を残してほとんどが非公開もしくは配信終了。

※()内は公開日

## ミュージックビデオ

### インディーズ & 参加作品
| 公開日         | タイトル                                       | アーティスト                            |
| -------------- | ---------------------------------------------- | --------------------------------------- |
| 2012年11月17日 | HEAT OVER HERE (REMIX)                         | MINT, Jinmenusagi, Campanella, daoko    |
| 2012年12月9日  | TAKE IT TO THE HEAD (Remix)                    | 野崎りこん, daoko, FUNKY髭HANK aka 花子 |
| 2012年12月15日 | 世界征服やめた feat.daoko                      | 不可思議 / wonderboy                    |
| 2013年4月2日   | bUd                                            | daoko                                   |
| 2013年4月25日  | ロンリーギャル feat.daoko                      | 狐火 Prod by Yuto.com                   |
| 2013年7月8日   | 夕暮れパラレリズム feat.daoko                  | ESNO                                    |
| 2013年8月19日  | IRONY (Short.Ver / Sound Only）                | m-flo + daoko                           |
| 2013年11月6日  | Mind Surf feat daoko                           | ★STAR GUiTAR                            |
| 2013年12月3日  | BOY(youtube mix)                               | daoko                                   |
| 2013年12月22日 | Studio Live Session vol.4 「13月 feat. daoko」 | PAGE                                    |
| 2014年1月2日   | メギツネ feat. PAGE, GOMESS                    | daoko                                   |
| 2014年8月9日   | Fog (映画「渇き。」ver. new mix)               | daoko                                   |
| 2014年12月18日 | world is yours                                 | Genius P.J's × daoko                    |
| 2014年12月25日 | ごめんね                                       | Jinmenusagi × daoko × GOMESS × Paranel  |
| 2015年1月23日  | motto! feat. daoko                             | DJ6月                                   |

### メジャー
| 公開日         | タイトル                                     | 監督                  |
| -------------- | -------------------------------------------- | --------------------- |
| 2015年2月20日  | 水星                                         | 木村豊 (Central67)    |
| 2015年3月24日  | かけてあげる                                 | 大野悟 + 山田智和     |
| 2015年10月4日  | ShibuyaK                                     | 児玉裕一              |
| 2015年10月11日 | さみしいかみさま                             | 吉崎響                |
| 2016年7月8日   | BANG!                                        | 児玉裕一              |
| 2016年9月8日   | もしも僕らがGAMEの主役で                     | nicographics (caviar) |
| 2016年9月21日  | ダイスキ with TeddyLoid                      | 長添雅嗣              |
| 2017年8月1日   | Forever Friends                              | 岩井俊二              |
| 2017年8月9日   | DAOKO × 米津玄師『打上花火』                 | 依田伸隆              |
| 2017年10月7日  | DAOKO × 岡村靖幸『ステップアップLOVE』       | 児玉裕一              |
| 2017年10月31日 | 同じ夜                                       | 未公開                |
| 2018年9月25日  | 終わらない世界で                             | 山戸結希              |
| 2018年11月16日 | DAOKO × 中田ヤスタカ「ぼくらのネットワーク」 | 未公開                |
| 2019年6月25日  | DAOKO × MIYAVI - 「千客万来」                | 蜷川実花              |
| 2019年9月30日  | DAOKO「はじめましての気持ちを」              | 阿部舜                |
| 2019年10月9日  | DAOKO「a n n i v e r s a r y」               | 佐伯雄一郎            |
| 2020年1月15日  | DAOKO「御伽の街」                            | 佐伯雄一郎            |
| 2020年3月25日  | DAOKO「おちゃらけたよ」                      | Kota Watanabe         |
| 2020年7月3日   | DAOKO「帰りたい!」                           | Yuichiro Saeki        |
| 2020年7月28日  | DAOKO「anima」                               | OSRIN                 |

### 自主レーベル
| 公開日        | タイトル                          | 監督                 |
| ------------- | --------------------------------- | -------------------- |
| 2021年6月30日 | Daoko「fighting pose」            | Kota Watanabe        |
| 2021年9月29日 | Daoko & TAAR「groggy ghost」      | マザーファッ子       |
| 2022年1月29日 | Daoko & GuruConnect「Affordance」 | Norihito Segawa      |
| 2022年3月23日 | Daoko & Yohji Igarashi「MAD」     | Nasty Men$ah         |
| 2022年5月25日 | Daoko「燐光」                     | ミラーレイチェル智恵 |

※Daoko & GuruConnect「Affordance」のみILLGENIC RECORDSよりリリース。

### その他
- tawagoto (戯言スピーカーRap.ver) (2012年4月7日)
- mizutamari (2012年7月11日)
- うそ (2012年12月23日)
- 未だ夢を見ている (2013年3月8日)
- Ututu (2014年1月3日)
- 試験一週間前 (2014年2月4日)

※過去に動画投稿サイトで公開されていたミュージック・ビデオ(現在は全て非公開)

※() 内は公開日

※2020年3月8日にmizutamari、うそ、未だ夢を見ているの三曲を再公開。

## 小説
| 発売日        | タイトル                         | 出版社   |
| ------------- | -------------------------------- | -------- |
| 2017年8月10日 | ワンルーム・シーサイド・ステップ | KADOKAWA |

## 主なライブ、イベント出演
- 2013年4月21日「LIVEHOUSE N.O.W. presents Sunday Free Party「N.O.W!」」(下北沢SHELTER)[132]
- 2015年4月6日「メジャー1stアルバム「DAOKO」リリースイベント【DAOKO THE LIVE!】」(渋谷WWW)[133]
- 2015年4月25日「「DAOKO」Secret Live at Accenture Link Night」(六本木アートナイト会場内)[134][135]
- 2015年8月17日「初ワンマンライブ「DAOKO THE LIVE! 2」」(渋谷WWW)[136][137][138][139][140]
- 2015年10月22日「DAOKO Double A Side 1st Single「ShibuyaK / さみしいかみさま」リリース記念インストアライブ」(タワーレコード渋谷店)[141]
- 2015年10月24日「DAOKO Double A Side 1st Single「ShibuyaK / さみしいかみさま」リリース記念インストアライブ」(タワーレコード梅田NU茶屋町店)[141]
- 2015年10月25日「DAOKO Double A Side 1st Single「ShibuyaK / さみしいかみさま」リリース記念インストアライブ」(タワーレコード名古屋パルコ店)[141]
- 2015年10月31日「DAOKO Double A Side 1st Single「ShibuyaK / さみしいかみさま」リリース記念インストアライブ」(タワーレコード福岡パルコ店)[141]
- 2015年11月1日「DAOKO Double A Side 1st Single「ShibuyaK / さみしいかみさま」リリース記念インストアライブ」(タワーレコード札幌ピヴォ店)[141]
- 2015年11月26日「AIR-G' Sparkle Sparkler presents スパクル☆ナイト Vol.2」(札幌・Sound Lab mole)[142][143]
- 2015年11月28日「DAOKO Double A Side 1st Single「ShibuyaK / さみしいかみさま」トリプル購入者限定スペシャルライブ」(渋谷・2.5Dスタジオ)[144]
- 2015年12月18日「初ワンマンツアー「DAOKO THE FIRST TOUR 大阪公演」」(大阪・アメリカ村FANJ twice)[145]
- 2015年12月30日「rockin'on presents COUNTDOWN JAPAN 15/16 supported by Windows 10」(幕張メッセ 国際展示場ホール・MOON STAGE)[146][147]
- 2016年1月15日「初ワンマンツアー「DAOKO THE FIRST TOUR 東京公演」」(渋谷・TSUTAYA O-EAST)[148][149]
- 2016年9月9日～10月2日「DAOKO 2016 “青色主義” TOUR」
- 2016年12月29日「rockin'on presents COUNTDOWN JAPAN 16/17」(幕張メッセ 国際展示場ホール・MOON STAGE)[150]
- 2017年2月11日～3月8日「DAOKO 2017 “青色時代” TOUR」
- 2017年11月26日～2018年1月6日「DAOKO TOUR 2017-2018 “THANK YOU BLUE”」
- 2018年4月10日「DAOKO presents 『チャームポイント』」（恵比寿リキッドルーム）
- 2019年7月18日「DAOKO 2019 “気づき” LIVE -Enlightening my world-」（渋谷WWWX）
- 2019年8月10日「DAOKO presents 『チャームポイント』all-night Ver.」（渋谷clubasia）
- 2019年8月23日～9月13日「DAOKO TOUR "enlightening trip 2019"」
- 2020年1月8日 ドラガリアロストアニバーサリーイベント 「DRAGALIALOST CELEBRATION PARTY!」（新木場STUDIO COAST）
- 2020年2月3日～3月10日「DAOKO 東名阪ツアー "二〇二〇 御伽の三都市 tour"」
- 2020年6月24日「DAOKO 4th ALBUM"anima" Release Talk & Live」（SUPER DOMMUNE）
- 2021年1月31日「A(nima)HAPPY NEW TOUR 2021」（渋谷さくらホール）
- 2021年11月26日「"Daoko Live Unplugged in 草月ホール"」（草月ホール）
- 2022年7月19日・7月21日「DAOKO Billboard Live TOKYO/OSAKA」（両日二部制）

## 主なメディア出演

### テレビ
- 2015年4月11日「SENSORS」(日本テレビ)[151]
- 2015年11月20日「バズリズム」(日本テレビ)[152]
- 2015年11月23日「【SPACE SHOWER NEWS】FUTURE:DAOKO」(スペースシャワーTV)[153]

※放送日は初回放送日を表記 (リピート放送は省略)
- 2018年12月31日
「第69回NHK紅白歌合戦」「打上花火」を「DAOKO×米津玄師」名義で歌う。
- 2020年7月25日 「SONGS～岡村靖幸」(NHK総合)
- 2021年1月16日 「おやすみ日本 眠いいね!」(NHK総合)

### ラジオ
- 2013年9月19日「RADIO DRAGON -NEXT-」(TOKYO FM)[154]
- 2015年5月28日「Hello World(ハローワールド)」(J-WAVE) ※生出演[155][156]

### インターネット放送
- 2015年3月24日「2.5D SPECIAL LIVE SESSION「DAOKO DEBUT!」」(2.5D)[157][158]
- 2015年6月25日「DAOKO THE LIVE! 緊急告知」(2.5D)[159]

※LIVE会場からのストリーミング中継は除く

### 映画
- ホリック xxxHOLiC（2022年4月29日、松竹） - マルダシ 役

### ウェブページ
- 2013年9月10日「無人島 ～俺の10枚～【daoko 編】」(ローチケHMV)

### CM
- ポッカサッポロフード&ビバレッジ キレートレモンWレモン WEB CM（2020年）[160]

### NHK紅白歌合戦出場歴
| 年度/放送回               | 回 | 曲目     | 対戦相手 |
| ------------------------- | -- | -------- | -------- |
| 2018年（平成30年）/第69回 | 初 | 打上花火 | 山内惠介 |